# Дрік волосистий
Дрік волосистий (Genista pilosa) — вид квіткових рослин з родини бобових (Fabaceae).

## Біоморфологічна характеристика
Кущ 5–150 см заввишки, вкорінюється у вузлах. Стовбур лежачий, гіллястий, гілки висхідні, поздовжньо-ребристі, зелені, пізніше бурі. Рослина з укороченими пагонами, на яких скупчені листки. Вся рослина рідко притиснута запушена. Молоді гілки та листки шовковисто запушені. Листки нероздільні, овальні, близько 1 см завдовжки, тупі або слабо-загострені. Квітки жовті, по 1–3 в кутах листя. Чашечка волосиста, зберігається навіть на плодах. Плід (стручок) волохатий, у довжину 1.5–2.5 см. Насіння приплюснене, 1.5–2.5 × 2.0–2.3 мм, поверхня дуже блискуча, гладка, від оливково-коричневої до темно-винно-червоного забарвлення. 2n=24.

## Поширення
Поширення: Європа від Великої Британії та Іспанії до Криму.
В Україні вид росте на яйлі, у ущелинах скель та сухих соснових лісах — у гірському Криму, дуже рідко (Бабуган-яйла, окр. Алушти, гора Кастель).

## Галерея

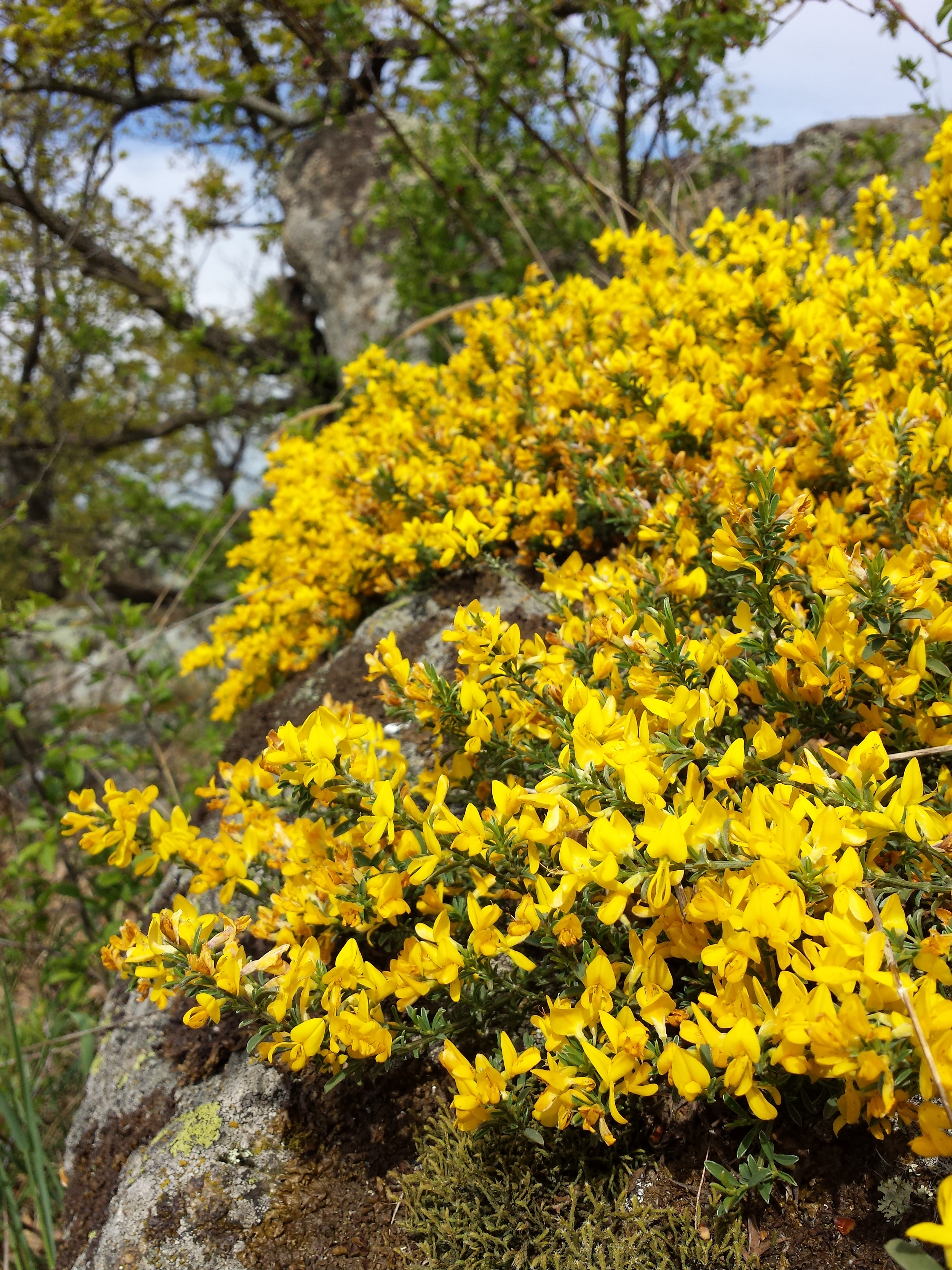
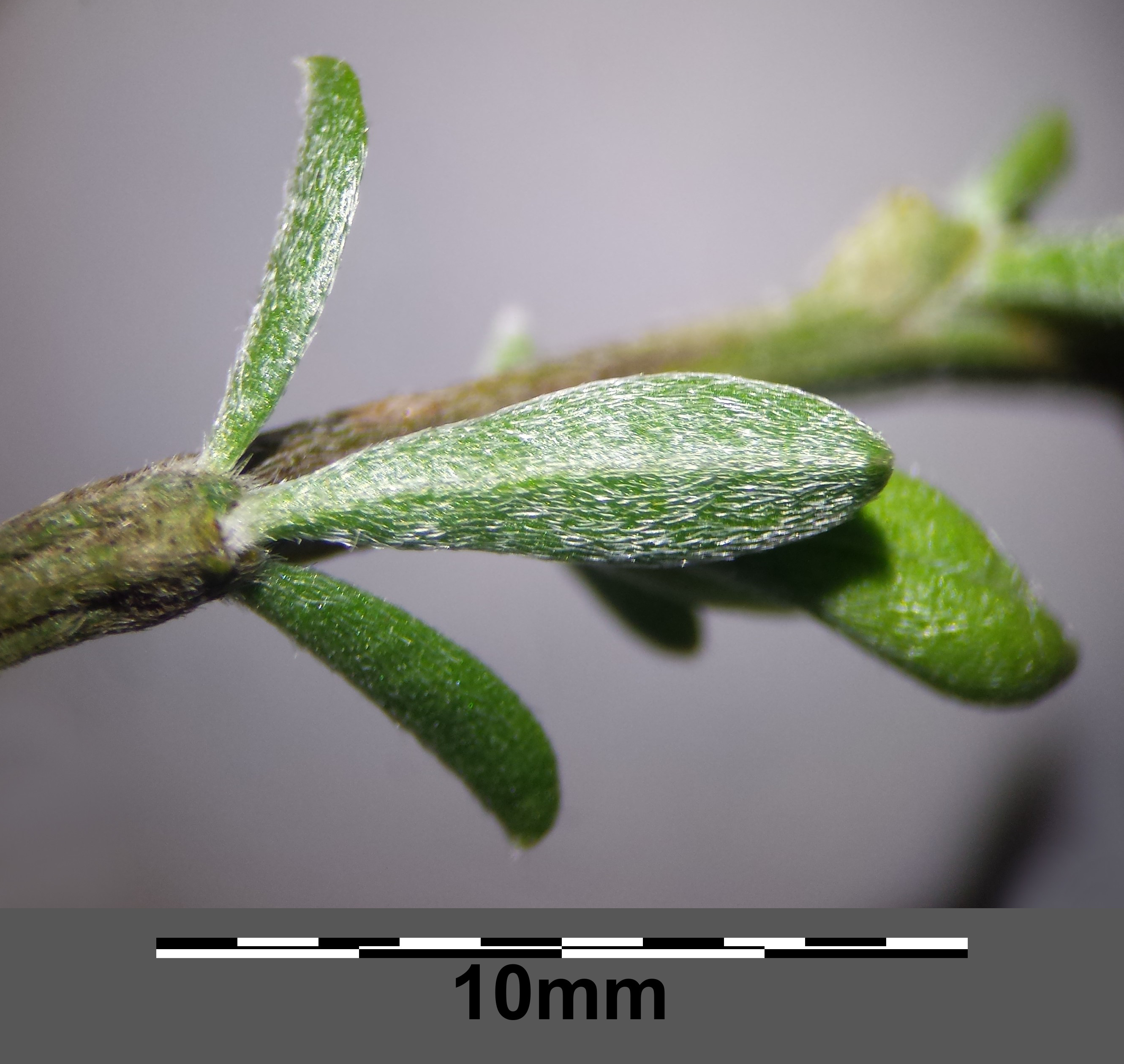
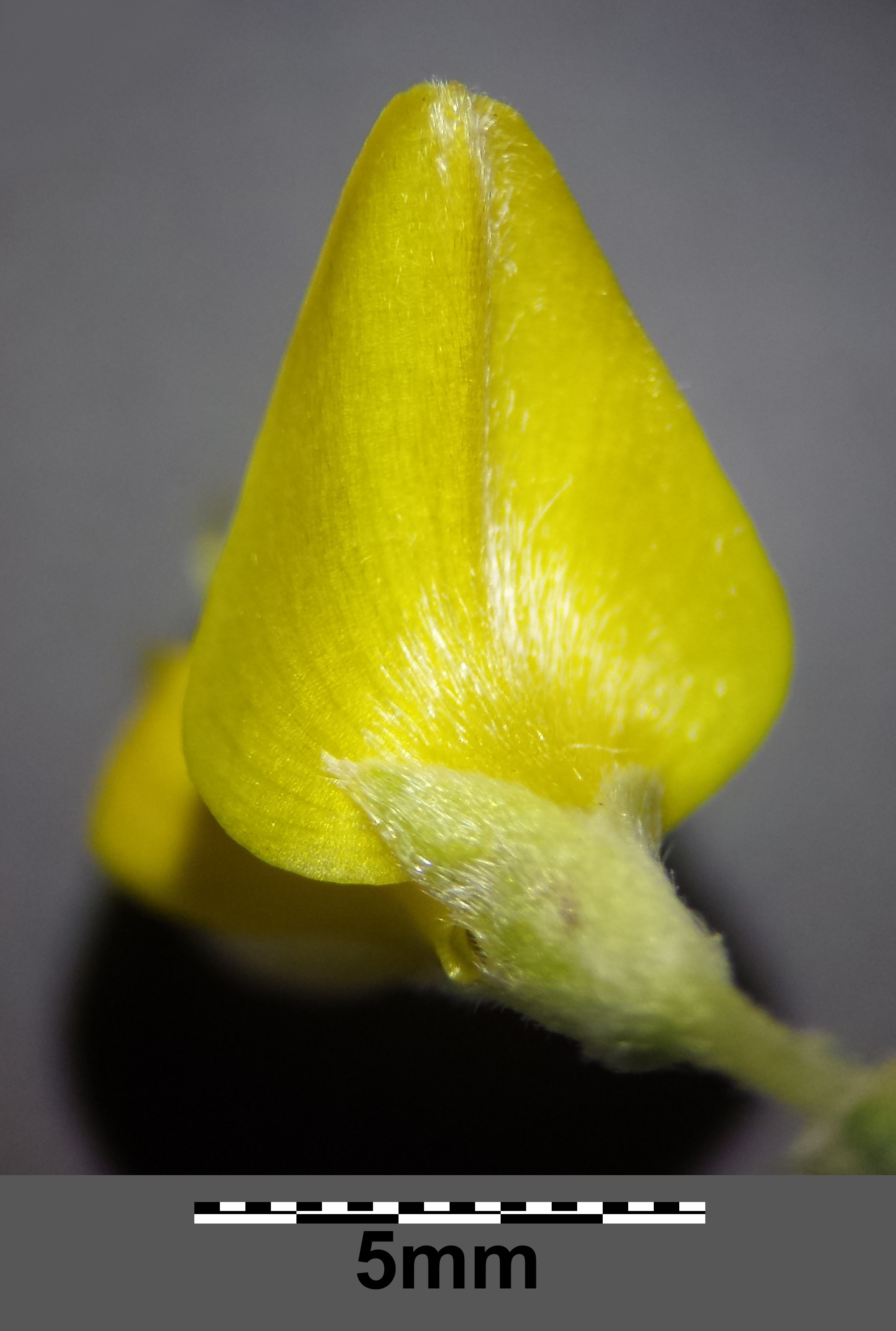